# Rzepik wonny
Rzepik wonny (Agrimonia procera) – gatunek rośliny z rodziny różowatych. 

## Rozmieszczenie geograficzne
Zasięg występowania obejmuje znaczną część Europy z wyjątkiem jej południowo-wschodnich i wschodnich krańców (granica zasięgu biegnie od Finlandii, poprzez Białoruś, Ukrainę, Bułgarię, kraje byłej Jugosławii. W Polsce rozpowszechniony w znacznej części kraju, rzadki w górach, pasie wybrzeża i na Nizinie Północnomazowieckiej.

## Morfologia

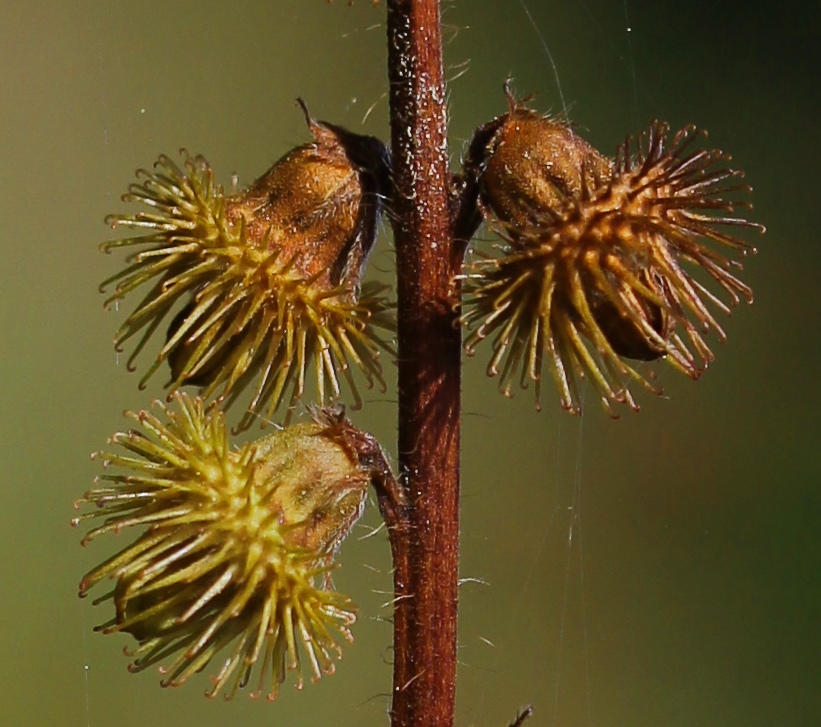
Hypancja w czasie owocowania

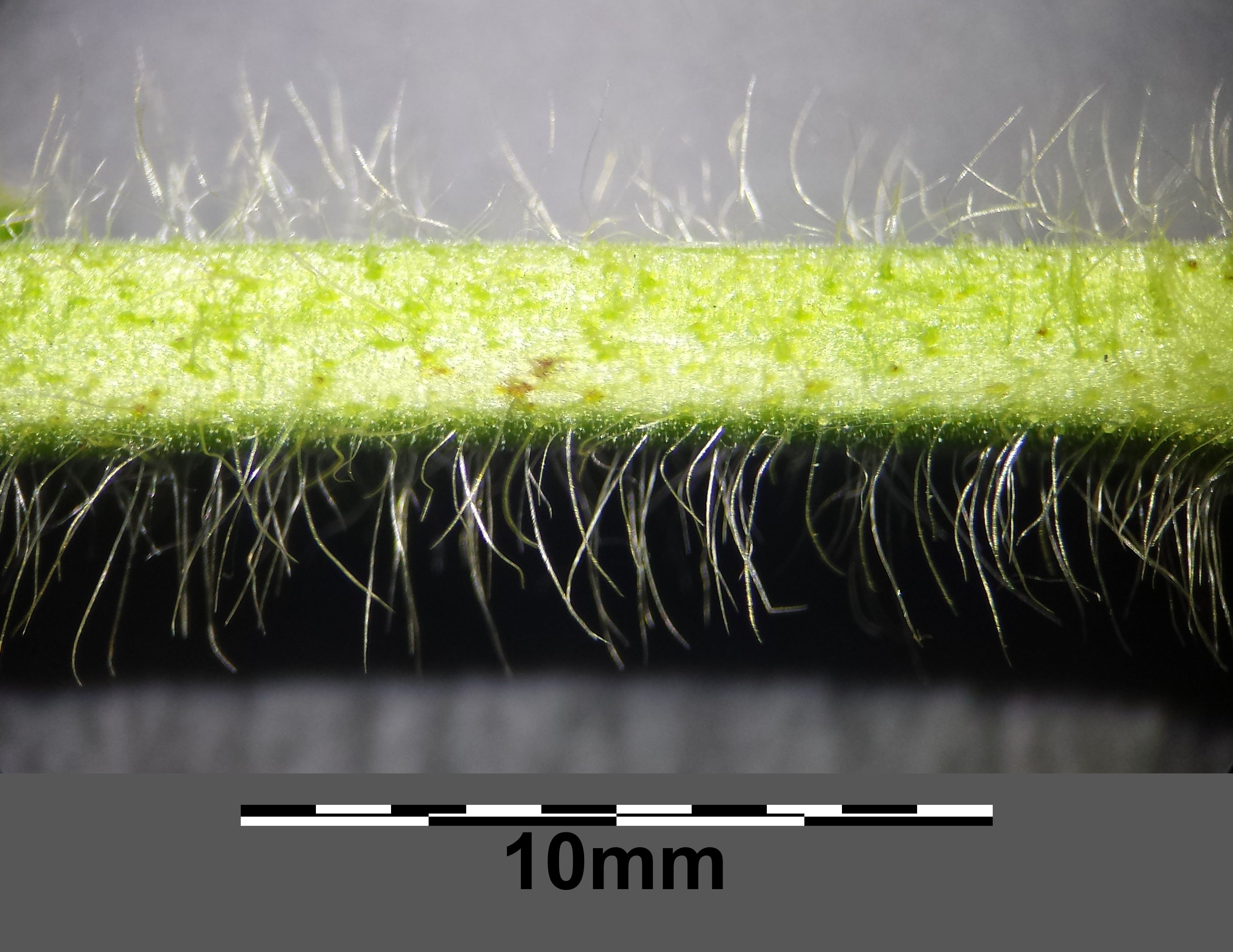
Łodyga z długimi tylko włoskami i b. krótkimi gruczołkami

ŁodygaProsto wzniesiona o wysokości 70-200 cm. Owłosiona długimi, odstającymi włoskami i maleńkimi gruczołkami. Wyrasta z podziemnego kłącza.
LiściePrzerywano- nieparzystopierzaste z przylistkami. Odcinki liściowe w nasadzie zaokrąglone, od dołu ząbkowane. Od dołu liście gęsto owłosione oraz z licznymi, bardzo drobnymi, lśniącymi gruczołkami, na nerwach z dłuższymi włoskami. Spód liści bladozielony.
KwiatyZebrane w cienkie, kłosokształtne grona, Kielich pokryty haczykowatymi kolcami. Kwiaty niewielkie, o żółtych płatkach korony, odwrotnie sercowatych. Słupek dolny, otoczony przez hypancjum. Dojrzałe hypancjum zwykle nieco szersze niż dłuższe, tylko w środkowej części bruzdowane lub gładkie. Kolce częściowo odgięte w dół.
Gatunki podobneOd rzadko spotykanego w Polsce rzepiku szczeciniastego różni się zaokrągloną i piłkowaną nasadą listków (u rz. szczeciniastego nasada jest klinowato zwężona i całobrzega). Od częstego rzepika pospolitego różni się bladozielonym spodem liści (u rz. pospolitego zwykle szarokutnerowaty) poza tym rzepik pospolity ma hypancjum bruzdowane na całej długości, dłuższe niż szersze, zwieńczone kolcami, które nie są odgięte do tyłu.

## Biologia i ekologia
Bylina, hemikryptofit. Preferuje miejsca wilgotne na skrajach lasów i w zaroślach. Gatunek charakterystyczny dla związku zespołów Trifolion medii. Kwitnie od czerwca do sierpnia. 2n=56. 

## Zmienność
Tworzy mieszańce z rzepikiem pospolitym.